# Parafia Opieki Matki Bożej w Choroszczy
Parafia Opieki Matki Bożej – parafia prawosławna w Choroszczy, w dekanacie Białystok należącym do diecezji białostocko-gdańskiej.
Na terenie parafii funkcjonuje 1 cerkiew:
- cerkiew Opieki Matki Bożej w Choroszczy – parafialna

## Historia
Parafia w Choroszczy została erygowana w 1507 przez biskupa smoleńskiego Józefa Sołtana. 
Obecną świątynię parafialną, wzniesioną w 1878 na miejscu wiekowej drewnianej cerkwi, wybudowano staraniami ówczesnego proboszcza ks. Teodora Jaszyna. Duchowny ten przybył do Choroszczy z dalekiej Rosji w latach 70. XIX w., zaś wybór parafii w Choroszczy nie był dla niego przypadkowy – miasteczko miało charakter wielokulturowy, a pracę w środowisku wielowyznaniowym ks. Teodor traktował jako życiową misję. Proboszcz był także aktywnym działaczem oświatowym, założycielem szkółek cerkiewno-parafialnych tzw. gramoty przeznaczonych dla ludności chłopskiej w takich wsiach jak: Zaczerlany, Ruszczany, Żółtki, Rogowo oraz Izbiszcze. Zorganizował on także biblioteką parafialną, chór dziecięcy, a w 1901 szkołę dla dziewcząt. W XIX w. w skład parafii, oprócz wcześniej wymienionych wsi, wchodzili jeszcze wierni zarówno z samej Choroszczy, jak i także z:  Barszczewa, Jeronik, Kościuk, Sienkiewicz, Oliszek, Dzikich, Śliwna i folwarku Rogowo – co w sumie stanowiło około 500 osób.
Ks. Teodor Jaszyn zmarł 23 października 1905 na atak serca i decyzją parafian został pochowany przy wybudowanej jego staraniami cerkwi.
W 1915, w związku z wybuchem I wojny światowej parafia podzieliła losy innych podlaskich parafii prawosławnych i została ewakuowana przez władze carskie w głąb Rosji w ramach tzw. bieżeństwa. Powroty parafian w rodzinne strony rozpoczęły się dopiero po 1919 i trwały z różną intensywnością przez następne dziesięciolecie. Należy zaznaczyć, że znaczna część parafian już nigdy nie powróciła z Rosji.
Równie trudnym okresem w życiu parafii okazały się być pierwsze lata po zakończeniu II wojny światowej. Nastąpiło wówczas gwałtowne zmniejszenie liczby parafian, mające związek z początkowo dobrowolną, a następnie wymuszoną deportacją miejscowej ludności prawosławnej na radziecką Białoruś, co odzwierciedliło się w cerkiewnych statystykach: w 1938 w parafii odbyło się 46 chrztów, 14 ślubów i 23 pogrzeby, a dla porównania w 1947 było to już tylko 6 chrztów oraz 5 pogrzebów (i żadnych ślubów). W ostatnich latach II wojny światowej i w okresie powojennym przeprowadzano agitację wśród parafian przez sowieckich żołnierzy, zachęcających do wyjazdu do Związku Radzieckiego, obiecując im tam lepszy byt ekonomiczny. Akcja cieszyła się jednak nikłym zainteresowaniem wśród miejscowej prawosławnej ludności białoruskiej, która nie była zainteresowana opuszczeniem rodzinnych stron. Wkrótce jednak na scenę dziejową wkroczyło zbrojne podziemie niepodległościowe, które rozpoczęło okrutne prześladowania prawosławnych chrześcijan. Prześladowania te miały charakter narodowościowo-religijny. Dopuszczano się kradzieży, rozbojów, a nawet gwałtów i zabójstw wobec prawosławnych ziemi choroskiej, m.in. zamordowane zostały zasłużone dla parafii, pobożne rodziny Zagórskich i Popków ze wsi Kościuki, czy też dokonano napadu na wieś Zaczerlany i rozstrzelano kilku jej mieszkańców wyznania prawosławnego. Po wspomnianych incydentach zastraszeni parafianie zaczęli masowo migrować za wschodnią granicę lub konwertować na rzymski katolicyzm, te drugie miało uchronić nie tylko przed wysiedleniem, ale i nawet przed utratą życia. W kwietniu 1946 urzędnicy Państwowego Urzędu Repatriacyjnego Oddział Powiatowy donosili m.in.: Akcja osadnictwa, jak również ewakuacja ludności białoruskiej z terenu powiatu białostockiego wykazała duże nasilenie. Dzięki pomocy przydzielonego w tym celu wojska, wieś Zawady i Zaczerlany gm. Barszczewo ewakuowały się w porządku i pozostawiając zabudowania w stanie nieuszkodzonym, nadającym się natychmiast do osiedlenia. Dzięki temu wieś Zawady zasiedlono całkowicie przez repatriantów zza linii Curzona, zaś wieś Zaczerlany na wszystkich wolnych gospodarstwach. Napływ repatriantów w miesiącu kwietniu ogromnie się wzmógł(...). 
Liczba wiernych w omówionym powyżej okresie przedstawiała się następująco:
1944 r.: 550 parafian;
1945 r.: 481 parafian;
1946 r. (styczeń): 491 parafian;
1946 r. (grudzień): 302 parafian;
1947 r.: 275 parafian.
Mimo burz dziejowych parafia przetrwała i, choć w znacznie okrojonym stanie, funkcjonuje do dziś.

## Miejscowości stanowiące parafię
Aktualnie do parafii należą wierni z Choroszczy, Ruszczan, Żółtek, Oliszek, Łysek, Kościuk, Sienkiewicz, Barszczewa, Czaplina

## Wykaz proboszczów
- 1881–1905 – ks. Teodor Jaszyn
- lata 20. XX w. – ks. Włodzimierz Garustowicz
- 1955–1957 – ks. Stefan Jakimiuk
- 1975–1991 – ks. Aleksander Mamczur
- od 1991 – ks. Andrzej Bołbot

## Inne
Zawiłe dzieje choroszczańskiej parafii prawosławnej doczekały się precyzyjnego opracowania. W 2007 wydana została monografia pt. Pod opieką Matki Bożej. Dzieje parafii prawosławnej w Choroszczy 1507–2007 autorstwa Haliny Surynowicz z Uniwersytetu w Białymstoku. Pozycja wydana została z okazji jubileuszu 500-lecia parafii oraz 500-lecia nadania praw miejskich Choroszczy.